# Капитул императорских орденов
Капитул императорских орденов — административный орган в России, занимавшийся: орденскими церемониалами; представлением, документальным оформлением, заказом орденских знаков, золотого оружия, медалей и всех принадлежностей к ним; снабжением награждённых лиц орденскими знаками и грамотами и внесением этих лиц в кавалерские списки; взысканием с кавалеров положенных единовременных взносов за пожалованные ордена; подготовкой докладов, подлежащих рассмотрению в Кавалерских орденских думах; помещением кавалеров в «комплект» для получения пенсий по орденам; определением дочерей кавалеров на воспитание в учебные заведения.

## История
Учреждённый Павлом I Российский кавалерский орден ведал изготовлением орденских знаков, медалей, наградного офицерского оружия, а также вручением самих наград и удостоверений к ним. С 1798 года Российский кавалерский орден стал официально именоваться Орденским капитулом, в дальнейшем в официальных документах использовалось также именование Капитул российских орденов. При Капитуле числились кавалерские думы, советы из наиболее уважаемых кавалеров определённых орденов, занимавшихся на своих собраниях рассмотрением дел о награждении низшими степенями соответствующих орденов.
В 1831 году к орденам Российской империи были причислены ордена Царства Польского — Св. Станислава и Белого орла, эти ордена стали подведомственны Капитулу российских орденов. В связи с этим с 1832 года Капитул стал официально именоваться Капитулом российских императорских и царских орденов.
В 1842 году Капитул был присоединен к Министерству императорского двора, а пост канцлера Капитула занимал министр двора. Верховным начальником (гроссмейстером) российских орденов всегда оставался император. Почти все царствование Николая I его возглавлял (1826—1852) князь П. М. Волконский.
Капитул распоряжался значительными денежными суммами, которые складывались из казённых ассигнований и взысканий с награждённых. Взыскания удерживались со всех награждённых, за исключением кавалеров ордена Св. Георгия и ордена Св. Владимира 4-й степени за выслугу лет. При получении с 1860 года ордена Андрея Первозванного взыскание составляло 500 руб.; Св. Владимира 1-й степени — 450; Св. Александра Невского — 400; Белого Орла — 300; Св. Анны 1-й степени — 150; Св. Станислава 1-й степени — 120 руб.
Часть взысканий направлялась на благотворительные цели. Средства Капитула шли также на пенсии ограниченному статутом количеству кавалеров по каждому ордену и каждой степени согласно очерёдности награждения. Орденские пенсии, в силу их относительно малого количества, получала незначительная часть награждённых. Так, для кавалеров низших степеней орденов Св. Владимира, Св. Анны и Св. Станислава срок ожидания пенсии составлял 40—50 лет.
В статутах орденов был описан внешний вид наградных знаков, но детали подробно не прописывались, что давало определённую свободу художникам. До появления орденских фабрик знаки, даже изготовленные в одно время, отличались по внешнему виду размерами, оттенками эмали, деталями исполнения, художественным рисунком. Каждый знак представлял собой уникальное произведение ювелирных мастеров.
В 1821 году Капитул Российских орденов заключил договор на поставку орденских знаков с золотых дел мастером Эммануилом Паннашем, который был через два года продлён. Паннаш изготавливал знаки до 1854 года. С 1839 года были заключены контракты с Вильгельмом Кейбелем, сыном известного в Петербурге ювелира, выходца из Пруссии, Отто Самуила Кейбеля, умершего в 1809 году, и Вильгельмом Камером. На орденских знаках В. Кейбеля стоял именной знак (именник) «Keibel». Изделия В. Камера отличались знаком «WK».  
Были и другие известные мастера, среди них — Павел Андреев, Иван Заболотный, Самуил и Венедикт Фульде, Николс И Плинке (с 1829 по 1873 год работали в Петербурге, именник «NP»).
Знаки к ордену (кресты) делали из золота и покрывали эмалью; с конца 1916 года орденские знаки изготавливались только из бронзы.
Постановлением наркома имуществ В. А. Карелина, опубликованным 9 (22) января 1918 года, Капитул орденов был упразднён.